# 江西裕民銀行
江西裕民銀行是1928年開張的一間江西的本土銀行。總行行址設在南昌。資本定額為100万元，官商各出一半，銀行收到25萬起，末後收盈下來的錢。裕民銀行的首任行長是彭飛健，副行長是程達一。銀行由江西財政廳等機構籌辦，負責發行紙幣，代理省金庫業務。
1928年1月7日，江西裕民銀行正式開始營業，起頭設立兩間分行，代理江西省金庫。當年發行5角券，次年底全部收還。當年也發行10枚、100枚的銅元券，總共發行62萬串， 1932年底减到48多萬串，1933年底加到80萬吊。 
裕民銀行的九江分行到1928年3月成立，資本有5萬元，發行20萬串的銅元票。吉安分行到1933年發行345344串的銅元票。
1928年到1936年箇段時間裡頭，裕民銀行前後發行5角、2角同得分幣券，總共11527936元。 1941年時就達到3799多萬。
1935年，裕民銀行設立行贛辦事處，負責贛南的金融市場，發行1毫、2毫、5毫券。
1935年11月，江西實行法幣的政策，江西裕民銀行、江西建設銀行、南昌市立銀行三間銀行的銅元票都停止發行，同時間都收還銷毀。
1936年，江西省政府增添100萬的官股到江西裕民銀行。
1938年，江西的金融市場萎靡，社會上甚至把郵票當零錢用。因為先頭裕民、建設、市立三間銀行的貨幣已經破產，故江西財政廳、建設廳到政府報批，准可這三間銀行聯合發行過8000萬張5分的輔幣，總共400萬。裕民銀行得到定額100萬，另兩間銀行得到50萬的定額起，末後補還。
抗日戰爭的時候，江西裕民銀行的總行遷到贛州。 1941年底改做官營，商股退出。1946年9月10日，受命截止帳目，改組做「江西省銀行」。

## 發行的錢幣
江西裕民銀行發行的紙幣總共有：
- 銀元券
  - 有年份的一分、五分券
  - 1932年（民國二十一年版）2角、5角、1元、5元、10元券
  - 1934年（民國二十三年版）1角、2角同得（直型）2毫券
  - 1935年（民國二十四年版）5毫券（直票改5角）
  - 1938年（民國二十七年版）5分券
- 銅元券
  - 1929年（民國十八年版）10枚券
  - 1932年（民國二十一年版）10枚同得100枚券
- 本票
  - 1945年（民國三十四年版）400圓票